# NGC 5315
NGC 5315 là một tinh vân hành tinh nằm trong chòm sao Viên Quy phía nam. Tinh vân này có cường độ biểu kiến 9,8 xung quanh một ngôi sao trung tâm có cường độ 14,2, nó nằm ở vị trí 5,2 độ Tây-Tây Nam của Alpha Circini. Nó chỉ hiển thị dưới dạng đĩa ở độ phóng đại hơn 200 lần. Tinh vân được phát hiện vào năm 1883 bởi nhà thiên văn Ralph Copeland. Ngôi sao trung tâm của nó có lớp sao WC4 và thiếu hydro với nhiệt độ hiệu dụng là 76- 79 kK. Khoảng cách tới tinh vân này không được biết chính xác, nhưng ước tính là khoảng 6,5 ngàn năm ánh sáng.